# ريو ساتو
ريو ساتو (باليابانية: 佐藤 亮) (مواليد 24 نوفمبر 1997) هو لاعب كرة قدم ياباني.

## وصلات خارجية
- ريو ساتو على موقع رابطة كرة القدم اليابانية للمحترفين (اليابانية)
- ريو ساتو على موقع قاعدة بيانات كرة القدم.إي يو (الإنجليزية)
- ريو ساتو على موقع Soccerway.com (الإنجليزية)
- ريو ساتو على موقع عالم كرة القدم.نت (الإنجليزية)